# لاکتوبیونیک اسید
لاکتوبیونیک اسید (به انگلیسی: Lactobionic acid) با فرمول شیمیایی C۱۲H۲۲O۱۲ یک ترکیب شیمیایی با شناسه پاب‌کم ۱۶۲۱۹۵۶۰ است. که جرم مولی آن ۳۵۸٫۲۹۵۸۸ g/mol می‌باشد.